# Paul Marshall
Paul Roderick Clucas Marshall (2 de agosto de 1959) es un reconocido especulador y corredor de bolsa británico, especialista en las posiciones a corto o ventas a corto y gestor del fondo Marshall Wace. 

## Datos biográficos
Educado en el St John's College, Oxford, MBA de INSEAD Business School.

### Marshall Wace
Es cofundador y presidente de la firma de Marshall Wace LLP, uno de los mayores grupos europeos de fondos de cobertura o hedge funds. Marshall Wace fue fundada en 1997 por Paul Marshall y Ian Wace.
Los fondos y recursos gestionados por la firma Marshall Wace han ganado numerosos premios a la inversión haciendo que Marshall Wace se haya convertido en la empresa líder más importante del mundo en estrategias de inversión cortas. Marshal Wace es miembro de la Junta de normas de fondos de inversión libres (Hedge Fund Standards Board).

### Absolute Return for Kids - ARK
Paul Marshall es cofundador y administrador de Absolute Return for Kids (ARK), una de las organización benéficas británicas de apoyo a la infancia de más rápido crecimiento.
Marsahll es el presidente de las ARK Schools además de desarrollar programas de educación en los centros urbanos. También es Miembro fundador de organización benéfica Every Child a Chance.

### Think Tank liberal CentreForum
Marshal es miembro del comité de dirección de la organización para el pensamiento y desarrollo de ideas liberal (o think tank) CentreForum. CentreForum fue relanzado bajo la presidencia de Marshall en 2005.

### Partido liberal y Nick Clegg
Paul Marshall mantiene una larga colaboración el Partido Liberal de Gran Bretaña. Fue asistente de investigación de Charles Kennedy, exlíder del Partido Liberal Demócrata en 1985 y se presentó a las elecciones parlamentarias en las listas del Alianza SDP/liberales en Fulham (Reino Unido) en 1987.
Fue fundador Presidente de la organización City Liberal Democrats, y, más recientemente, Presidente del Liberal Democrat Business Forum. Es asesor de Nick Clegg actual líder de los Demócratas Liberales.

## Fondos especuladores contra empresas españolas
El fondo Marshall Wace, dirigido por Paul Marshall, junto con el fondo Amber Capital, gestionado por Michel Brogard, han mantenido, entre otros, posiciones cortas contra empresas españolas.

## Publicaciones
- The Market Failures Review (Editor - 1999). -Las deficiencias del mercado-
- The Orange Book: Reclaiming Liberalism (coeditor with David Laws, MP - 2005). -Reivindicación del liberalismo-
- Britain After Blair (co-editor with Julian Astle, David Laws, MP, Alasdair Murray), Aiming Higher: a better future for England's schools (co-author with Jennifer Moses, 2006). - Gran Bretaña después de Blair-
- Tackling Educational Failure (2007). -La lucha contra el fracaso escolar-